# Kullamäe (Jõelähtme)
Kullamäe (Duits: Kullamaekülla) is een plaats in de Estlandse gemeente Jõelähtme, provincie Harjumaa. De plaats heeft de status van dorp (Estisch: küla).

## Bevolking
De plaats had 14 inwoners op 31 december 2011 en 7 inwoners op 31 december 2021.

## Ligging
De plaats ligt aan de Baai van Kolga, een onderdeel van de Finse Golf.

## Geschiedenis
In 1782 werd Kullamäe voor het eerst genoemd onder de naam Kullama Jaan, een boerderij op het landgoed van Wallküll (Valkla). Rond 1900 was Kullamäe als Кулламя (de naam in cyrillische letters) een dorp.
Tussen 1977 en 1997 maakte Kullamäe deel uit van het buurdorp Haapse.